# Суса, Кацуаки
Кацуаки Суса (яп. 須佐 勝明; род. 13 сентября 1984, Аидзувакамацу, Фукусима) — японский боксёр, представитель наилегчайшей весовой категории. Выступал за национальную сборную Японии по боксу в 2006—2012 годах, обладатель двух бронзовых медалей Азиатских игр, победитель и призёр турниров международного значения, участник летних Олимпийских игр в Лондоне.

## Биография
Кацуаки Суса родился 13 сентября 1984 года в городе Аидзувакамацу префектуры Фукусима, Япония.
Окончил Университет Тоё. Занимался боксом одновременно со службой в Сухопутных силах самообороны Японии, где имел звание второго лейтенанта.
Первого серьёзного успеха на взрослом международном уровне добился в сезоне 2006 года, когда вошёл в основной состав японской национальной сборной и побывал на Азиатских играх в Дохе, откуда привёз награду бронзового достоинства, выигранную в зачёте наилегчайшей весовой категории — на стадии полуфиналов был остановлен тайцем Сомчитом Чонгчохором.
В 2007 году одержал победу на чемпионате Японии в наилегчайшем весе, выступил на чемпионате Азии в Улан-Баторе и на чемпионате мира в Чикаго.
Пытался пройти отбор на летние Олимпийские игры 2008 года в Пекине, однако на двух Азиатских олимпийских квалификационных турнирах, прошедших в Бангкоке и Астане, выступил недостаточно хорошо.
Пропустив Олимпиаду, Суса остался в составе боксёрской команды Японии на ещё один олимпийский цикл и продолжил принимать участие в крупнейших международных турнирах. Так, в 2009 году он отметился победой в зачёте японского национального первенства в легчайшем весе.
В 2010 году выступил на Открытом чемпионате Китая в Гуйяне, выиграл Кубок президента в Астане, стал бронзовым призёром на Азиатских играх в Гуанчжоу, где в полуфинале наилегчайшего веса уступил филиппинцу Рею Салудару.
В 2011 году одержал победу на Кубке президента в Джакарте, боксировал на мировом первенстве в Баку, проиграв в 1/16 финала представителю Англии Халиду Яфаю.
На Азиатском олимпийском квалификационном турнире в Астане сумел дойти до полуфинала и тем самым удостоился права защищать честь страны на Олимпийских играх 2012 года в Лондоне. На Играх, однако, уже в стартовом поединке категории до 52 кг со счётом 7:19 потерпел поражение от кубинца Робейси Рамиреса и сразу же выбыл из борьбы за медали. Вскоре по окончании лондонской Олимпиады Кацуаки Суса принял решение завершить спортивную карьеру.